# 甲高镇
甲高镇，是中华人民共和国重庆市奉节县下辖的一个乡镇级行政单位。

## 行政区划
甲高镇下辖以下地区：
龙山社区、合营社区、烟山村、安家村、光明村、大坡村、寨沟村、摩天村、九洞村、大地村、三湾村、星光村、四湾村和红龙村。